# Букаците
Букаците е село в Южна България. То се намира в община Смолян, област Смолян.

## География
Село Букаците се намира в южната част на Средните Родопи, на 4 km от границата Гърция.

## История
Името на селото до 1975 година е Башбук. Името на селото произлиза от история, свързана с голям бук, който се намирал в началото на селото. Покрай него минавал път, по който се прекарвал добитък към съседна Гърция. До този бук пренощувал един овчар със стадото си. Когато пристигнал в Гърция, го попитали къде е пренощувал, а той отговорил: „До баш бука“ (Точно до бука). След него и други овчари се спирали да нощуват до този бук и така впоследствие се сформирало селото.
По време на Илинденско-Преображенското въстание (1903 година) в село Букаците (Баш-бук) има 21 къщи.